# Chambeyronia lepidota
Chambeyronia lepidota är en enhjärtbladig växtart som beskrevs av Harold Emery Moore. Chambeyronia lepidota ingår i släktet Chambeyronia och familjen Arecaceae. Inga underarter finns listade i Catalogue of Life.